# Patrick Vervoort
Patrick Vervoort (Beerse, 17 gennaio 1965) è un ex calciatore e procuratore sportivo belga, di ruolo difensore e centrocampista.

## Caratteristiche tecniche
Era un terzino bravo in fase offensiva.

## Carriera

### Club
Cresciuto nel Beerschot Antwerp, dove milita per cinque stagioni, nel 1987-1988 passò all'Anderlecht rimanendovi per tre campionati vincendo con la maglia color malva due edizioni della Coppa del Belgio.
Nel 1990-1991 si trasferì in Francia nel Bordeaux, una stagione conclusasi con la retrocessione dei Girondini.
L'anno successivo approdò in Italia nell'Ascoli; il costo dell'operazione fu due miliardi, ingaggio escluso. La squadra tuttavia ebbe non pochi problemi, lui ebbe problemi fisici, e a fine anno retrocedette in Serie B. Per lui 17 presenze e la perdita del posto da titolare a stagione in corso a favore di Pietro Zaini.
Dopo un anno venne ceduto allo Standard Liegi dove offrì buone prestazioni aiutando il club a vincere una Coppa del Belgio. Successivamente militò nell'RKC Waalwijk e poi nel Vitória Guimarães, dove giocò poco per via di ulteriori infortuni.
Concluse la carriera in Francia nel Tolone nel 1997-98.

### Nazionale
Vervoort disputò con la Nazionale belga i Mondiali 1986 e 1990. In totale vanta 32 presenze e 3 reti con il Belgio, una di queste realizzate nei gironi a Italia '90 nella sfida persa per 2-1 con la Spagna.

## Statistiche

### Cronologia presenze e reti in nazionale
| Cronologia completa delle presenze e delle reti in nazionale ― Belgio | Cronologia completa delle presenze e delle reti in nazionale ― Belgio | Cronologia completa delle presenze e delle reti in nazionale ― Belgio | Cronologia completa delle presenze e delle reti in nazionale ― Belgio | Cronologia completa delle presenze e delle reti in nazionale ― Belgio | Cronologia completa delle presenze e delle reti in nazionale ― Belgio | Cronologia completa delle presenze e delle reti in nazionale ― Belgio | Cronologia completa delle presenze e delle reti in nazionale ― Belgio |
| Data                                                                  | Città                                                                 | In casa                                                               | Risultato                                                             | Ospiti                                                                | Competizione                                                          | Reti                                                                  | Note                                                                  |
| --------------------------------------------------------------------- | --------------------------------------------------------------------- | --------------------------------------------------------------------- | --------------------------------------------------------------------- | --------------------------------------------------------------------- | --------------------------------------------------------------------- | --------------------------------------------------------------------- | --------------------------------------------------------------------- |
| 23-4-1986                                                             | Bruxelles                                                             | Belgio                                                                | 2 – 0                                                                 | Bulgaria                                                              | Amichevole                                                            | -                                                                     |                                                                       |
| 19-5-1986                                                             | Bruxelles                                                             | Belgio                                                                | 1 – 3                                                                 | Jugoslavia                                                            | Amichevole                                                            | -                                                                     | 46’                                                                   |
| 11-6-1986                                                             | Toluca                                                                | Belgio                                                                | 2 – 2                                                                 | Paraguay                                                              | Mondiali 1986 - 1º turno                                              | -                                                                     |                                                                       |
| 15-6-1986                                                             | León                                                                  | Belgio                                                                | 4 – 3 dts                                                             | Unione Sovietica                                                      | Mondiali 1986 - Ottavi di finale                                      | -                                                                     |                                                                       |
| 22-6-1986                                                             | Puebla de Zaragoza                                                    | Belgio                                                                | 1 – 1 dts (5 – 4 dtr)                                                 | Spagna                                                                | Mondiali 1986 - Quarti di finale                                      | -                                                                     |                                                                       |
| 25-6-1986                                                             | Città del Messico                                                     | Argentina                                                             | 2 – 0                                                                 | Belgio                                                                | Mondiali 1986 - Semifinale                                            | -                                                                     |                                                                       |
| 28-6-1986                                                             | Puebla de Zaragoza                                                    | Belgio                                                                | 2 – 4                                                                 | Francia                                                               | Mondiali 1986 - Finale 3º posto                                       | -                                                                     |                                                                       |
| 10-9-1986                                                             | Bruxelles                                                             | Belgio                                                                | 2 – 2                                                                 | Irlanda                                                               | Qual. Euro 1988                                                       | -                                                                     |                                                                       |
| 14-10-1986                                                            | Lussemburgo                                                           | Lussemburgo                                                           | 0 – 6                                                                 | Belgio                                                                | Qual. Euro 1988                                                       | -                                                                     |                                                                       |
| 19-11-1986                                                            | Bruxelles                                                             | Belgio                                                                | 1 – 1                                                                 | Bulgaria                                                              | Qual. Euro 1988                                                       | -                                                                     |                                                                       |
| 4-2-1987                                                              | Braga                                                                 | Portogallo                                                            | 1 – 0                                                                 | Belgio                                                                | Amichevole                                                            | -                                                                     |                                                                       |
| 1-4-1987                                                              | Anderlecht                                                            | Belgio                                                                | 4 – 1                                                                 | Scozia                                                                | Qual. Euro 1988                                                       | -                                                                     |                                                                       |
| 29-4-1987                                                             | Dublino                                                               | Irlanda                                                               | 0 – 0                                                                 | Belgio                                                                | Qual. Euro 1988                                                       | -                                                                     |                                                                       |
| 9-9-1987                                                              | Rotterdam                                                             | Paesi Bassi                                                           | 0 – 0                                                                 | Belgio                                                                | Amichevole                                                            | -                                                                     |                                                                       |
| 23-9-1987                                                             | Sofia                                                                 | Bulgaria                                                              | 2 – 0                                                                 | Belgio                                                                | Qual. Euro 1988                                                       | -                                                                     | Ammonizione                                                           |
| 14-10-1987                                                            | Glasgow                                                               | Scozia                                                                | 2 – 0                                                                 | Belgio                                                                | Qual. Euro 1988                                                       | -                                                                     |                                                                       |
| 26-3-1988                                                             | Bruxelles                                                             | Belgio                                                                | 3 – 0                                                                 | Ungheria                                                              | Amichevole                                                            | -                                                                     |                                                                       |
| 5-6-1988                                                              | Odense                                                                | Danimarca                                                             | 3 – 1                                                                 | Belgio                                                                | Amichevole                                                            | -                                                                     |                                                                       |
| 12-10-1988                                                            | Anversa                                                               | Belgio                                                                | 1 – 2                                                                 | Brasile                                                               | Amichevole                                                            | -                                                                     |                                                                       |
| 19-10-1988                                                            | Bruxelles                                                             | Belgio                                                                | 1 – 0                                                                 | Svizzera                                                              | Qual. Mondiali 1990                                                   | 1                                                                     | 60’                                                                   |
| 27-5-1989                                                             | Bruxelles                                                             | Belgio                                                                | 1 – 0                                                                 | Jugoslavia                                                            | Amichevole                                                            | -                                                                     |                                                                       |
| 1-6-1989                                                              | Lussemburgo                                                           | Lussemburgo                                                           | 0 – 5                                                                 | Belgio                                                                | Qual. Mondiali 1990                                                   | 1                                                                     |                                                                       |
| 8-6-1989                                                              | Ottawa                                                                | Canada                                                                | 0 – 2                                                                 | Belgio                                                                | Amichevole                                                            | -                                                                     |                                                                       |
| 11-10-1989                                                            | Basilea                                                               | Svizzera                                                              | 2 – 2                                                                 | Belgio                                                                | Qual. Mondiali 1990                                                   | -                                                                     |                                                                       |
| 17-1-1990                                                             | Marousi                                                               | Grecia                                                                | 2 – 0                                                                 | Belgio                                                                | Amichevole                                                            | -                                                                     | 68’                                                                   |
| 21-2-1990                                                             | Bruxelles                                                             | Belgio                                                                | 0 – 0                                                                 | Svezia                                                                | Amichevole                                                            | -                                                                     | 74’                                                                   |
| 26-5-1990                                                             | Bruxelles                                                             | Belgio                                                                | 2 – 2                                                                 | Romania                                                               | Amichevole                                                            | -                                                                     | 67’                                                                   |
| 17-6-1990                                                             | Verona                                                                | Belgio                                                                | 3 – 1                                                                 | Uruguay                                                               | Mondiali 1990 - 1º turno                                              | -                                                                     | 68’                                                                   |
| 21-6-1990                                                             | Verona                                                                | Belgio                                                                | 1 – 2                                                                 | Spagna                                                                | Mondiali 1990 - 1º turno                                              | 1                                                                     |                                                                       |
| 26-6-1990                                                             | Bologna                                                               | Belgio                                                                | 0 – 1 dts                                                             | Inghilterra                                                           | Mondiali 1990 - Ottavi di finale                                      | -                                                                     | 107’                                                                  |
| 1-5-1991                                                              | Hannover                                                              | Germania                                                              | 1 – 0                                                                 | Belgio                                                                | Qual. Euro 1992                                                       | -                                                                     |                                                                       |
| 11-9-1991                                                             | Lussemburgo                                                           | Lussemburgo                                                           | 0 – 2                                                                 | Belgio                                                                | Qual. Euro 1992                                                       | -                                                                     |                                                                       |
| Totale                                                                |                                                                       | Presenze                                                              | 32                                                                    |                                                                       | Reti                                                                  | 3                                                                     |                                                                       |

## Palmarès

### Competizioni nazionali
- Coppa del Belgio: 3

Anderlecht: 1987-1988, 1988-1989
Standard Liegi: 1992-1993
- Supercoppa del Belgio: 1

Anderlecht: 1987